# El Diezmo
El Diezmo es un barrio perteneciente a la ciudad de Almería. Está limitado al sur por la avenida Manuel Azaña, al oeste por la Avenida del Mediterráneo, al norte por la Carretera de Níjar- Los Molinos y al este, la calle Instinción.

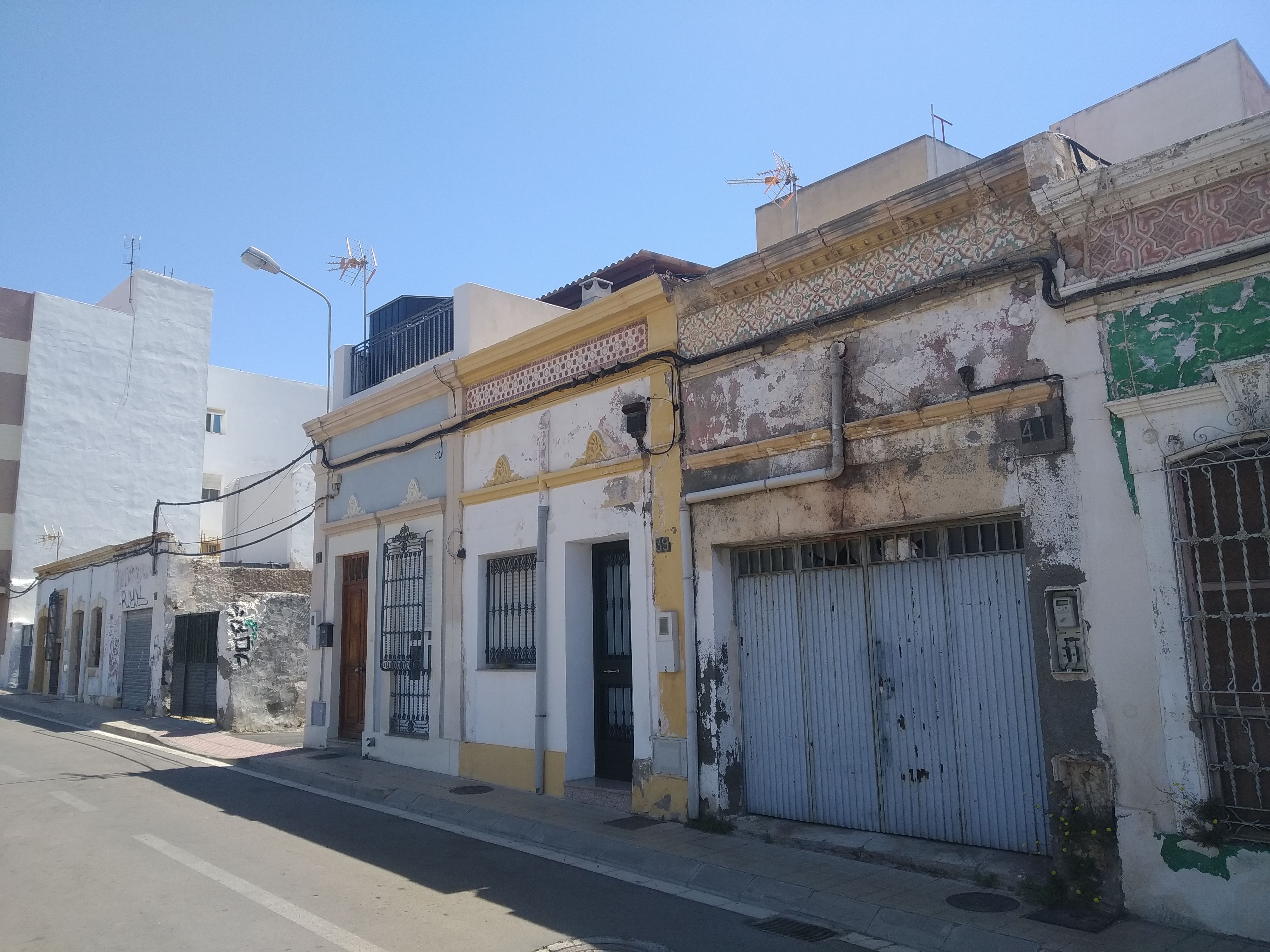
Restos de arquitectura de puerta y ventana

## Historia
El origen del barrio se remonta al siglo XV, con la construcción del Castillo del Diezmo, fortaleza-almacén que servía para guardar las cosechas agrícolas y ganaderas. En los alrededores comenzaron a surgir viviendas que se dedicaban a la agricultura. En el siglo XIX sus habitantes comenzaron a ir abandonando la agricultura, levantando corralones y chabolas que vivían de recoger basura para el alimentar al ganado porcino, convirtiendo al barrio en un foco de insalubridad y malos olores; pasando a ser conocido como el barrio de los barrenderos. De aquella época aún puede escucharse una coplilla popular que dice: «No pases por la Mezquita/ ni atravieses por el Diezmo/ mira que de noche salen/ las brujas y los engendros». A finales del siglo XIX, el ayuntamiento a través de Trinidad Cuartara pone en marcha un proyecto de adecentamiento del barrio con la construcción de 60 viviendas de puerta y ventana. A partir de los 70 comienza la transformación del barrio, con la construcción de grandes edificios en la zona sur y oeste. A partir del 2009 se ha acometido un plan de reforma del barrio con la creación de viales, reordenamiento dle tráfico, reforma de alcantarillado, acerado y asfaltado.
En 1991 fue incluido en el Catálogo de Barrios Vulnerables como barrio frágil, aunque abandonó tal rango en 2017.
Debido a su dilatada historia aún pueden observarse algunos restos de carácter etnológico, pero ha perdido prácticamente todo su patrimonio arquitectónico.

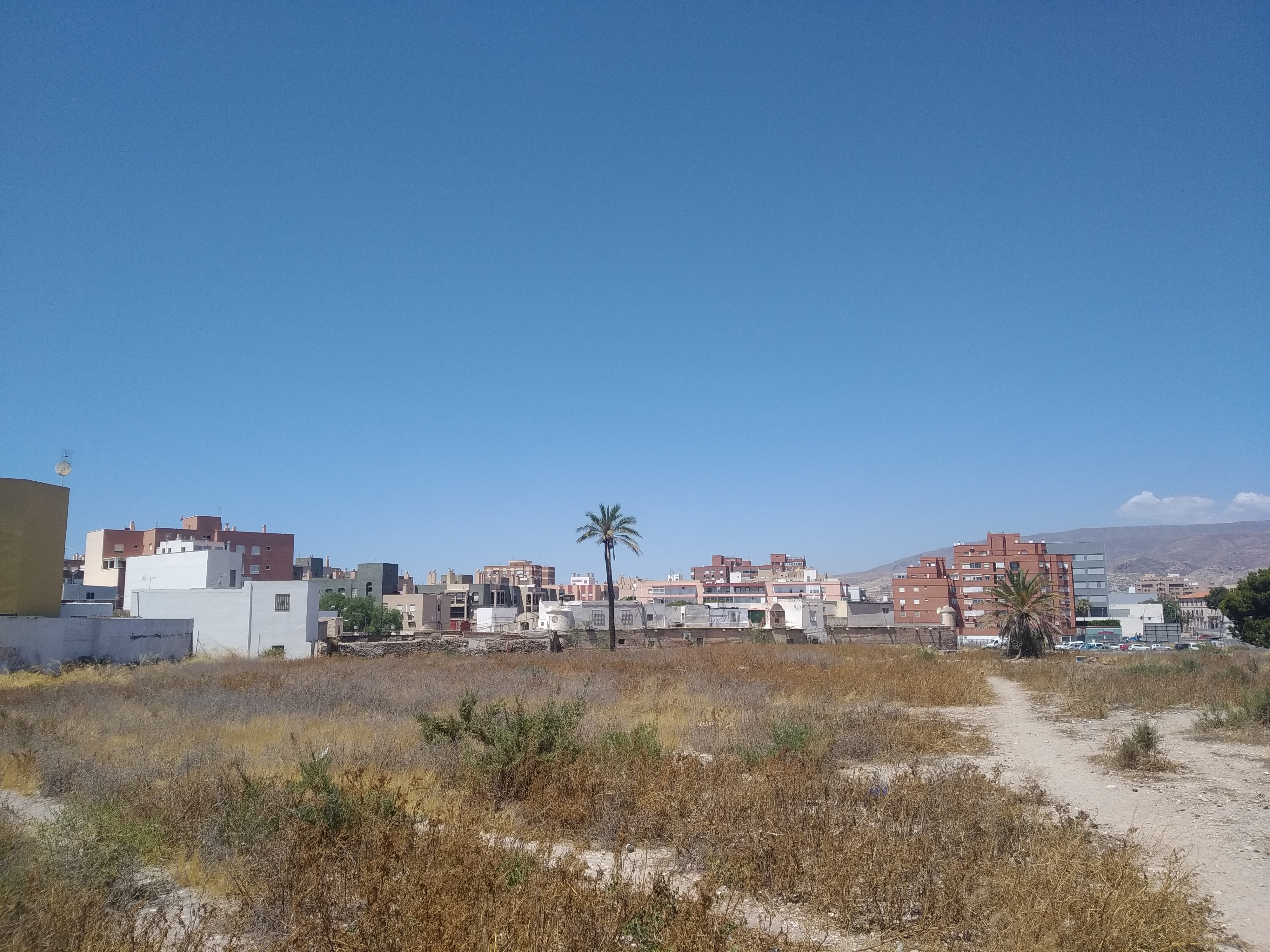
Lateral del Castillo del Diezmo, donde se aprecia la muralla, torreones, garitas y las viviendas ilegales adosadas al mismo.

- Castillo del Diezmo.
- Acequia de la calle Rosa Felices.

## Equipamientos de uso público

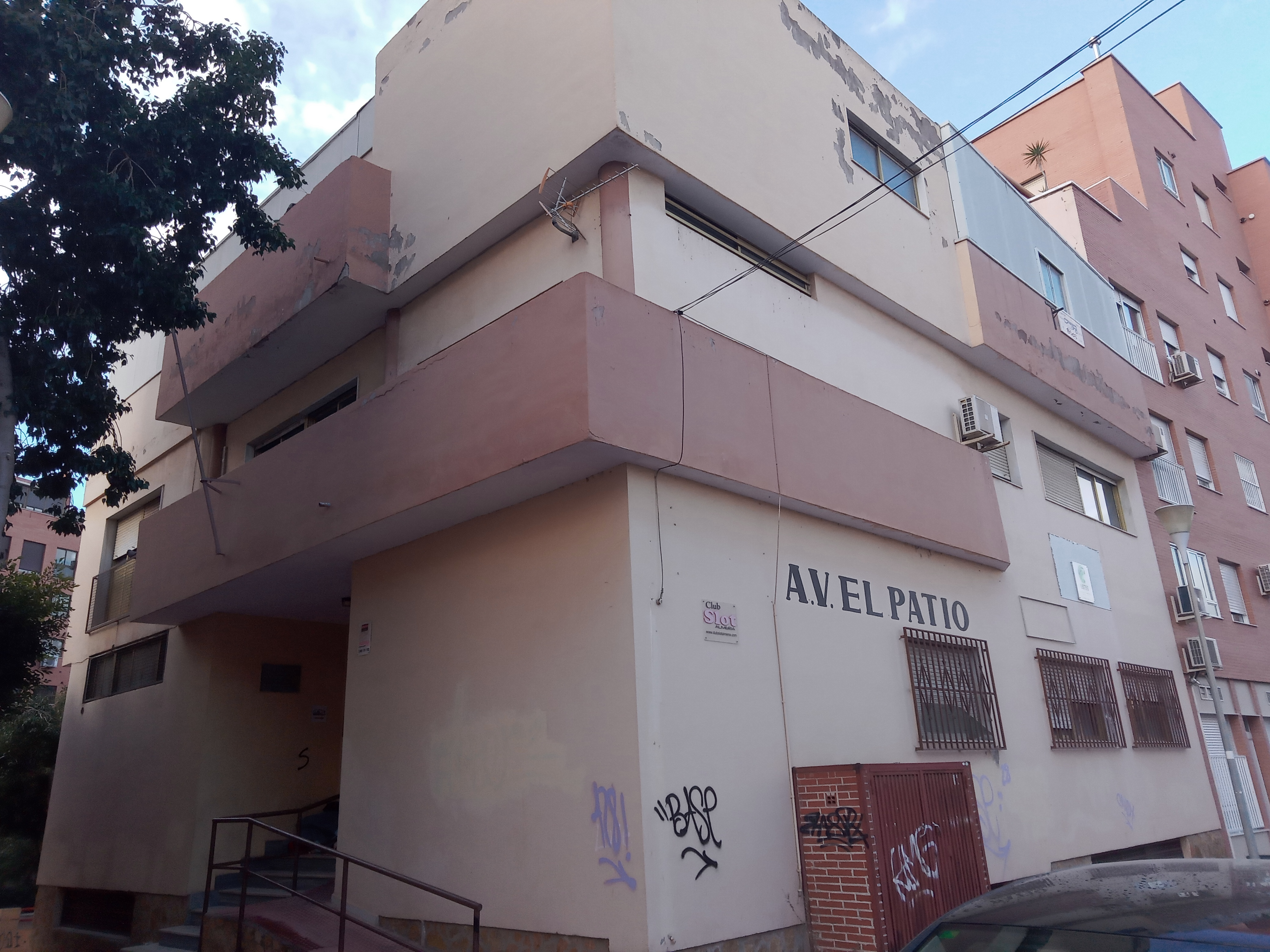
Centro Vecinal

- Centro Vecinal, sede de la Asociación de vecinos " El Patio".
- CEIP San Gabriel.